# Lukáš Příkazký
Lukáš Příkazký (* 5. března 1985 Strážnice) je český divadelní, filmový a televizní herec .

## Životopis
Vystudoval herectví na brněnské konzervatoři a poté DAMU, kde absolvoval v roce 2010. V letech 2008 až 2010 působil v Městských divadlech pražských , od roku 2010 je v angažmá Divadla na Vinohradech . Bratr Marek Příkazký je také herec, člen souboru Městského divadla Zlín  a kapely Franc Alpa.
Od 1. září 2018 je členem souboru Dejvického divadla.
Jeho koníčkem je malování.

## Filmografie
- 2003: Dědictví slečny Innocencie
- 2006: Swingtime
- 2008: Šejdrem (Zoul)
- 2008: Sofie a ukradený poklad (princ Šimon)
- 2008: Rudý baron
- 2008: Nestyda (policista)
- 2009: Zoufalci
- 2009: Rytmus v patách (agent)
- 2010: Okresní přebor (Tomáš Vápeník)
- 2012: Kriminálka Anděl – díl Pohřbená zaživa (Filip Komár)
- 2013: Špačkovi v síti času (spolužák)
- 2013: Cyril a Metoděj – Apoštolové Slovanů (Lazar)
- 2013: Sanitka 2 (podobaný muž)
- 2013: Hořící keř (holič)
- 2014: Mazalové
- 2014: Čtvrtá hvězda (policista)
- 2014: Případy 1. oddělení
- 2014: Neviditelní (strážmistr Stanislav Trpělka)
- 2014: Život a doba soudce A. K. – díly Osamělost a Chudák skřítek Melichar (Mgr. Nový, advokát Jana Skřivánka)
- 2014: Kdyby byly ryby (rybář Ludvík)
- 2015: Sedmero krkavců [7] (princ Bartoloměj)
- 2016–2019: Rapl (nadporučík Lupínek)
- 2016: Manžel na hodinu (jehovista)
- 2017: Přání k mání (fotograf)
- 2017: 7 hlav šílenství
- 2017–2021: Specialisté
- 2018: Ten, kdo tě miloval (policista Dudek)
- 2018: Balada o pilotovi (nadporučík Víťa Kreis)
- 2019: Hurá na pohádky
- 2019: Občanka
- 2019: Temný Kraj
- 2020: Štěstí je krásná věc (finanční poradce)
- 2020: Případ mrtvého nebožtíka (Bronislav Dymák)
- 2020: Mlsné medvědí příběhy
- 2021: Hvězdy nad hlavou (Michal Zemánek)
- 2021: Zločiny Velké Prahy (Václav Zelinka, díl: Host do domu)
- 2022: Srdce na dlani (úředník)
- 2022: Láska hory přenáší (Igor)
- 2023: Klíč svatého Petra (vodník)

## Divadlo
- 2006: Marvinův pokoj, Divadlo Rokoko
- 2006: Soumrak bodů / Homo ´06, Divadlo DISK
- 2006-2013: Homo´06 aneb Hoši byli toho dne poněkud neklidní, A studio Rubín
- 2006: Mužské záležitosti, Divadlo DISK
- 2007: Krvavá svatba, Divadlo DISK
- 2007: Bratři (Karamazovi), Divadlo DISK
- 2007: Láska vole, Divadlo DISK
- 2007: Na východ od ráje, Divadlo ABC
- 2007-2008: Otec/Doma, Národní divadlo
- 2008: Štěstí dam /Musical radical/ , Divadlo DISK
- 2008: Kauza Divá Bára, Divadlo Rokoko
- 2008: Baron Prášil aneb Ten, který nikdy nezalhal, Divadlo ABC
- 2008-2012: Všechno na zahradě, Divadlo ABC
- 2009: Kauza Salome, A studio Rubín
- 2009-2010: Pornohvězdy, Experimentální prostor NoD
- 2009-2011: Mahábhárata, Divadlo ABC
- 2009-2012: Superčlověk, Divadlo Rokoko
- 2010-2011: Úl, A studio Rubín
- 2010-2011: Fidlovačka aneb Kde domov můj?, Divadlo na Vinohradech
- 2010-2011: Zámek, Divadlo na Vinohradech
- 2010-2011: Na flámu, Divadlo na Vinohradech
- 2010-2012: Kabaret Hašek: Opera s křečkem / Aféra s Haškem, A studio Rubín
- 2010: Brand / Oheň, Divadelní společnost Masopust
- 2010-2011: Krvavá svatba, Divadlo Rokoko
- 2011: Blonďatá bestie, A studio Rubín [8]
- 2011: Med, A studio Rubín
- 2011-2012: Caesar, Divadlo na Vinohradech
- 2011-2012: Deadalos aneb Podivuhodný let, A studio Rubín
- 2011-2012: Tartuffe, Divadlo na Vinohradech
- 2011-2013: Kauza Maryša, A studio Rubín
- 2011-2014: Cyrano!! Cyrano!! Cyrano!! Postmuzikál, Divadlo na Vinohradech
- 2012: Blonďatá bestie II. - Blonďatá bestie vrací úder, A studio Rubín
- 2012: El Príncipe Constante (Vytrvalý princ), Divadelní společnost Masopust
- 2012: Zkrocení zlé ženy, Divadlo na Vinohradech
- 2012-2013: Your Way Is... , A studio Rubín
- 2012-2013: Mocná Afrodité, Divadlo na Vinohradech
- 2012-2014: Jak udělat kariéru snadno a rychle, Divadlo na Vinohradech
- 2013: Vstupte!, Divadlo na Vinohradech
- 2013: Andělé mezi námi, Divadelní společnost Masopust
- 2013: Čupakabra, Divadelní společnost Masopust
- 2013: Sen noci svatojánské, Letní shakespearovské slavnosti
- 2013: Hašler..., Divadlo na Vinohradech
- 2013: Obludov, A studio Rubín
- 2013-2014: Andorra, Divadlo na Vinohradech
- 2014: Proti pokroku. Proti lásce. Proti demokracii, Divadlo Letí
- 2014: Hubte trampy, serou v lese, A studio Rubín
- 2014: Soudce v nesnázích, Divadlo na Vinohradech
- 2014: Bytná na zabití, Divadlo na Vinohradech
- 2015: O hezkých věcech, které zažíváme, Divadelní společnost Masopust
- 2015: Kašpar H. – Dítě Evropy, Divadlo na Vinohradech

### Dejvické divadlo
- 2018 Václav Havel, DD: Zítra to spustíme aneb Kdo je tady gentleman[9]
- 2018 Santo Santini, Konferenciér kabaretu, Policajt, Člověk, jako takový – Karel Čapek, Egon Tobiáš a kol.: Absolutno : Kabaret o konci světa[10]
- 2019 Johnny – Irvine Welsh: Ucpanej systém, od roku 2019[11]
- 2019 Radek Musil – Jiří Stránský: Játra[12]
- 2020 Bill - Friedrich Dürrenmatt: Komplic [13]
- 2021 Eda - Daniel Majling: Vina?
- 2022 Richard - William Shakespeare: Richard III.
- 2022 Pan Ponza - Luigi Pirandello: Každý má svou pravdu
- 2024 Malenkov – Fabien Nury a Thierry Robin: Ztratili jsme Stalina